# Chlorosoma laticeps
Chlorosoma laticeps är en ormart som beskrevs av Werner 1900. Chlorosoma laticeps ingår i släktet Chlorosoma och familjen snokar. Inga underarter finns listade i Catalogue of Life.
Denna orm förekommer i östra Brasilien och Bolivia. För ett fynd från Franska Guyana är oklart om den tillhör arten. Arten vistas i tropiska regnskogar. Den rör sig på marken och klättrar ibland i växtligheten. Honor lägger ägg.
Regionalt hotas beståndet av skogsröjningar. Populationens storlek är okänd. IUCN listar arten med kunskapsbrist (DD).